# هومبيرتو دي أراوجو بينيفينتو
هومبيرتو دي أروجو بينيفينوتو (بالإنجليزية: Humberto de Araújo Benevenuto)‏ الشهير باسم بينيفينوتو (4 أغسطس 1903 في أوغست، البرازيل) لاعب كرة قدم برازيلي معتزل كان يجيد اللعب في خط الدفاع . شارك مع منتخب البرازيل في بطولة كأس العالم لكرة القدم 1930 التي أقيمت في الأوروغواي وخرج من الدور الأول .